# Senjūrō Hayashi
Senjūrō Hayashi (林 銑十郎?, Hayashi Senjūrō; Kanazawa, 23 febbraio 1876 – Tokyo, 4 febbraio 1943) è stato un politico e generale giapponese.
Ha ricoperto l'incarico di Primo ministro del Giappone dal 2 febbraio al 4 giugno 1937.